# Fatin Shidqia

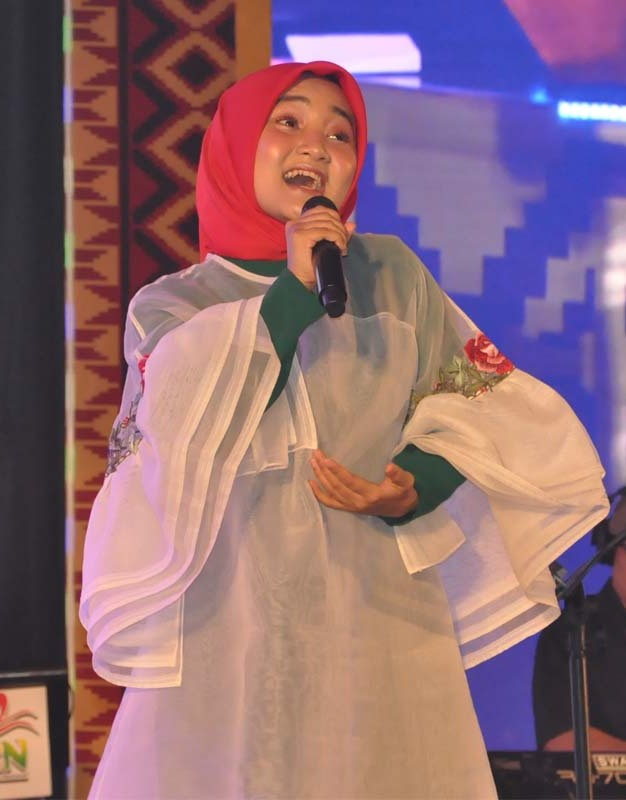
Fatin Shidqia Lubis (2019)

Fatin Shidqia Lubis (* 30. Juli 1996), besser bekannt als Fatin Shidqia oder einfach Fatin, ist eine indonesische Sängerin, die im Mai 2013 die erste Staffel von X Factor Indonesien gewann. Sie wurde beim Plattenlabel Sony Music Entertainment Indonesia unter Vertrag genommen.
Nachdem sie „The X Factor“ gewonnen hatte, veröffentlichte Fatin ihre Gewinnersingle „ Aku Memilih Setia“, die Platz eins bei iTunes Indonesien erreichte. Fatin veröffentlichte auch ihr Debütalbum mit dem Titel „For You“, das ebenfalls auf Platz eins der indonesischen iTunes-Albumcharts einstieg und im Inland zu einem der erfolgreichsten Alben des Jahres wurde. Für das Album wurde sie achtmal für die AMI Awards nominiert und gewann fünfmal, darunter „Best of the Best Album“, „Best of the Best Newcomer“ und „Best Pop Female Solo Artist“. For You und die sechs aus dem Album ausgekoppelten Singles wurden im Inland insgesamt über 500.000 mal verkauft. „Dia Dia Dia“ wurde im Dezember 2013 als zweite Single veröffentlicht und erreichte Platz 16 der Musikcharts. Die Single brachte ihr einen Anugerah Planet Muzik Award für den beliebtesten Song ein.
Im August 2016 erhielt Fatin bei den Daf BAMA Music Awards in der Barclaycard Arena in Hamburg die Auszeichnung „Best Asian New Female Act“. Damit war sie die erste Indonesierin, die diese Auszeichnung jemals erhielt.

## Herkunft
Fatin Shidqia wurde in Jakarta geboren und lebte im Stadtbezirk Süd-Jakarta. Sie war Schülerin der SMA Negeri 97 Jakarta. Laut ihrer Mutter begann sie bereits im Alter von zwei Jahren zu singen.